# كأس شي بيليفز 2023
كأس شي بيليفز 2023 (بالإنجليزية: SheBelieves Cup 2023) هي النسخة الثامنة من بطولة كأس شي بيليفز الودية منذ انطلاقها عام 2016، عرفت هذه البطولة لأسباب تتعلق بالرعاية باسم كأس شي بيليفز 2023 مقدمة من فيزا وهي بطولة كرة قدم نسائية بدعوة خاصة، أقيمت في الولايات المتحدة. شاركت في البطولة فرق وطنية من البرازيل وكندا واليابان والولايات المتحدة، واستمرت من 16 إلى 22 فبراير 2023. فاز منتخب الولايات المتحدة بالبطولة بفوزها في جميع مبارياتها الثلاث.

## نظام البطولة
لعبت الفرق الأربعة المدعوة في بطولة بنظام الدوري من دور واحد. وحُسبت النقاط في دور المجموعات على أساس ثلاث نقاط للفوز، ونقطة واحدة للتعادل. في حال تعادل فريقين في النقاط، تُطبق قواعد كسر التعادل بناءً على فارق الأهداف، والأهداف المسجلة، ونتيجة المواجهات المباشرة، ونسبة اللعب النظيف بناءً على عدد البطاقات الصفراء والحمراء.

## الملاعب
| أورلاندو، فلوريدا                              | فريسكو، تكساس (دالاس-فورت وورث) | ناشفيل، تينيسي |
| ---------------------------------------------- | ------------------------------- | -------------- |
| ملعب إكسبلوريا                                 | ملعب تويوتا                     | جيوديس بارك    |
| السعة: 25,500                                  | السعة: 20,500                   | السعة: 30,000  |
|                                                |                                 |                |
| أورلاندو فريسكو ناشفيلكأس شي بيليفز 2023 (USA) |                                 |                |

## الفرق المشاركة
| الفريق           | تصنيف الفيفا (ديسمبر 2022) |
| ---------------- | -------------------------- |
| الولايات المتحدة | 1                          |
| كندا             | 6                          |
| البرازيل         | 9                          |
| اليابان          | 11                         |

## ترتيب المجموعة
| م      | الفريق                  | لعب | ف | ت | خ | أ.له | أ.ع | أ.ف | نقاط |
| ------ | ----------------------- | --- | - | - | - | ---- | --- | --- | ---- |
| الأول  | الولايات المتحدة (H, C) | 3   | 3 | 0 | 0 | 5    | 1   | +4  | 9    |
| الثاني | اليابان                 | 3   | 1 | 0 | 2 | 3    | 2   | +1  | 3    |
| الثالث | البرازيل                | 3   | 1 | 0 | 2 | 2    | 4   | −2  | 3    |
| 4      | كندا                    | 3   | 1 | 0 | 2 | 2    | 5   | −3  | 3    |

## نتائج المباريات
جميع الأوقات محلية. (المباراتان الأوليتان بتوقيت UTC−5، والمباريات المتبقية بتوقيت UTC−6.)
| اليابان | 0–1   | البرازيل      |
| ------- | ----- | ------------- |
|         | تقرير | - ديبينيا 72' |

| الولايات المتحدة  | 2–0   | كندا |
| ----------------- | ----- | ---- |
| - سوانسون 7'، 34' | تقرير |      |

| الولايات المتحدة | 1–0   | اليابان |
| ---------------- | ----- | ------- |
| - سوانسون 45'    | تقرير |         |

| البرازيل | 0–2   | كندا                    |
| -------- | ----- | ----------------------- |
|          | تقرير | - 31' غيليس - 71' فيينز |

| كندا | 0–3   | اليابان                                     |
| ---- | ----- | ------------------------------------------- |
|      | تقرير | - 26' سيكا - 41' (ركلة.) هاسيكوا - 77' أندو |

| الولايات المتحدة             | 2–1   | البرازيل      |
| ---------------------------- | ----- | ------------- |
| - مورغان 45+2' - سوانسون 63' | تقرير | - 90' لودميلا |

## أفضل هدافين
عدد الأهداف المُسجلة  12 هدفًا  في 6 مباراة، بمتوسط 2 هدفًا في المباراة الواحدة.
4 أهداف
- مالوري سوانسون

هدف
- ديبينيا
- لودميلا
- فانيسا غيليس
- إيفلين فيينز
- جون أندو
- يوي هاسيكوا
- كيكو سيكا
- أليكس مورغان